# Oberbüren
Oberbüren ist eine Ortschaft und eine politische Gemeinde im Fürstenland (Wahlkreis Wil), Kanton St. Gallen, Schweiz.

## Geographie

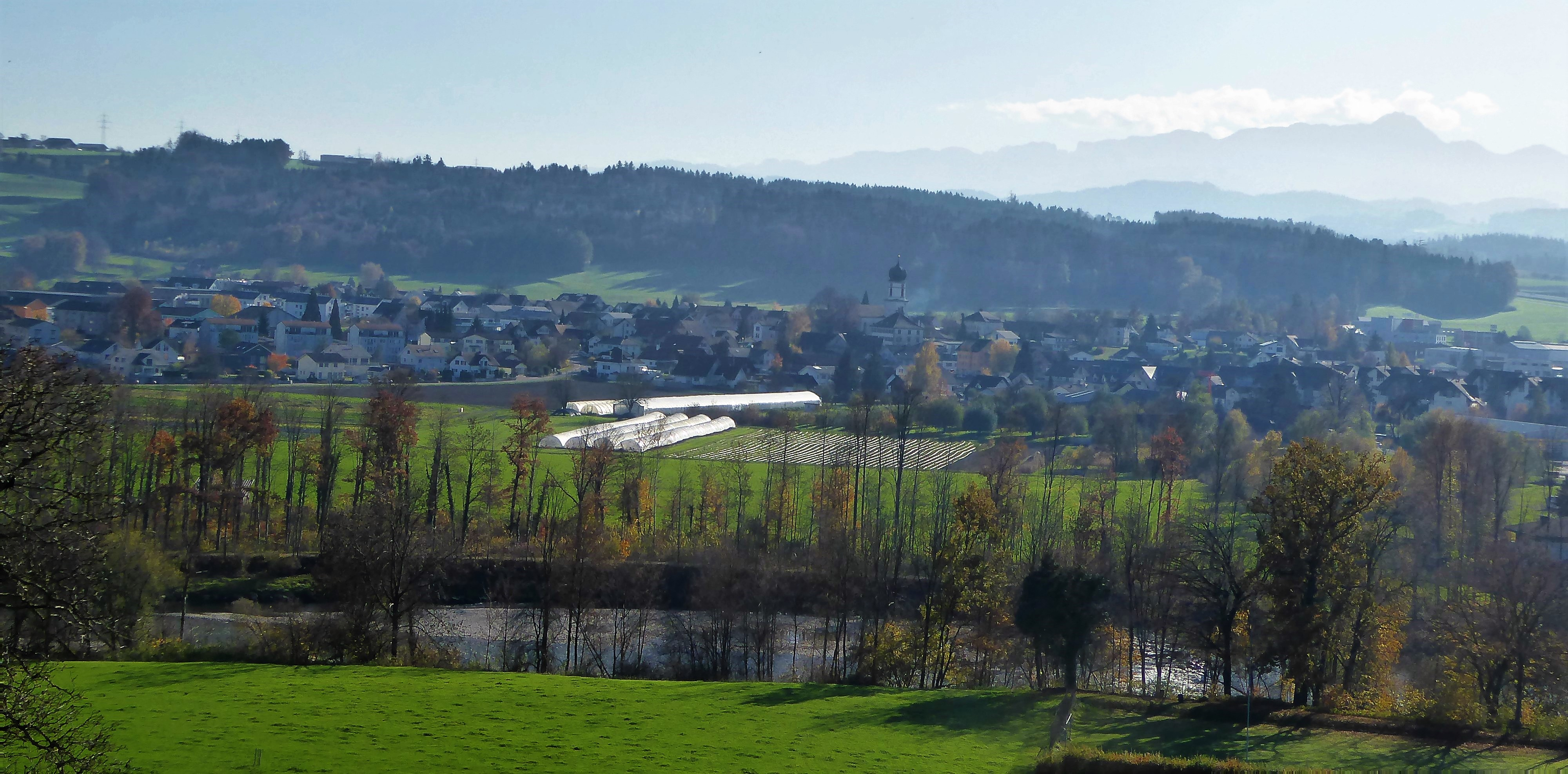
Oberbüren, vorne die Thur, im Hintergrund Alpstein mit Säntis

Mit den Dörfern Oberbüren (2116 Einwohner), Niederwil (1297 E.) und Sonnental (522 E.) und dem Weiler Staubhusen liegt die Gemeinde an der Einmündung der Glatt in die Thur. Sie wird von der Autobahn A1 Genf–St. Margrethen durchquert und durch die Ausfahrt Uzwil–Oberbüren erschlossen; die Hauptstrasse 7 verläuft durch Oberbüren.
Der höchste Punkt der Gemeinde ist der Schentis bei Sidenberg im Gemeindeteil Niederwil (660 m ü. M.). Der tiefste Punkt liegt 484 m ü. M. an der Thur, an der Grenze zur Gemeinde Niederbüren.
Oberbüren ist von sieben Nachbargemeinden umgeben, nämlich Zuzwil SG, Niederhelfenschwil, Niederbüren, Gossau SG, Flawil, Oberuzwil und Uzwil.

## Geschichte

Thurbrücke, im Hintergrund das Kloster Glattburg

Nordöstlich der Glattmündung, über steilem Hang an der Thur, steht die Benediktinerinnenabtei St. Gallenberg, im Volksmund auch bekannt als Kloster Glattburg. Hier fand man Spuren frühkeltischer Siedlungen aus der Bronzezeit (ca. 1000 v. Chr.). Die Römerzeit belegen Münzfunde bei Sonnental und auf der Glattburg sowie ein Schatzfund im Hörbimoos bei Ufhofen. Traditionsurkunden des Klosters St. Gallen erwähnen Gebertschwil 745 erstmals als chiperativilare, Glattburg 788 als clataburuhc und Oberbüren 817 als purias.

Oberbüren im Jahr 1958

817 erscheint Oberbüren erstmals urkundlich, 905 wird in Oberbüren eine Kirche erwähnt. Im Mittelalter existierten die Glattburgen an der Glatt (→ Glattburg (Niederglatt)) und Thur (→ Glattburg (Staubhausen)) sowie eine Burg in Oberbüren. Das Gebiet der Pfarrei Oberbüren gehörte im Mittelalter den Schenk von Glattburg und von Landegg, gelangte ab 1473 an die Schenk von Castel und erhielt 1481 eine Offnung des Adels. 1649 erwarb die Abtei St. Gallen die Glattburg mit Billwil nördlich, 1736 die Gerichtsherrschaft Oberbüren südlich der Thur und teilte sie dem Wiler Amt zu. Seit 1781 ist die Glattburg Sitz des Klosters St. Gallenberg.
Die heutige Gemeinde entstand bei der Gründung des Kantons St. Gallen 1803 aus Oberbüren und Niederwil sowie dem Dorf Durstudlen, 1880 in Sonnental umbenannt, das der Pfarrei Henau angehörte. Nach 1711 entstand in Oberbüren eine Schule. 1997 gründeten die Schulgemeinden Oberbüren, Niederwil und Niederbüren ein gemeinsames Oberstufenzentrum.
1776/77 liess der St. Galler Fürstabt Beda Angehrn die Fürstenlandstrasse St. Gallen–Wil mit der Thurbrücke und dem Gasthaus Thurhof erbauen. Bis ins 19. Jahrhundert überwog der Ackerbau, mit Blockbewirtschaftung im Streusiedlungsgebiet und mit Dreizelgenwirtschaft in Oberbüren und Durstudlen. Die Bürger dieser Orte besassen in den Allmenden der Thurauen und des Bürerwalds Nutzungsprivilegien. Daraus entstanden im 19. Jahrhundert die Thur- und Brennholzkorporationen. Ab 1850 erfolgte der Übergang zur Milchwirtschaft. Durch die Teilung der Ackerbaubetriebe entstanden aus den Einzelhöfen Weiler.

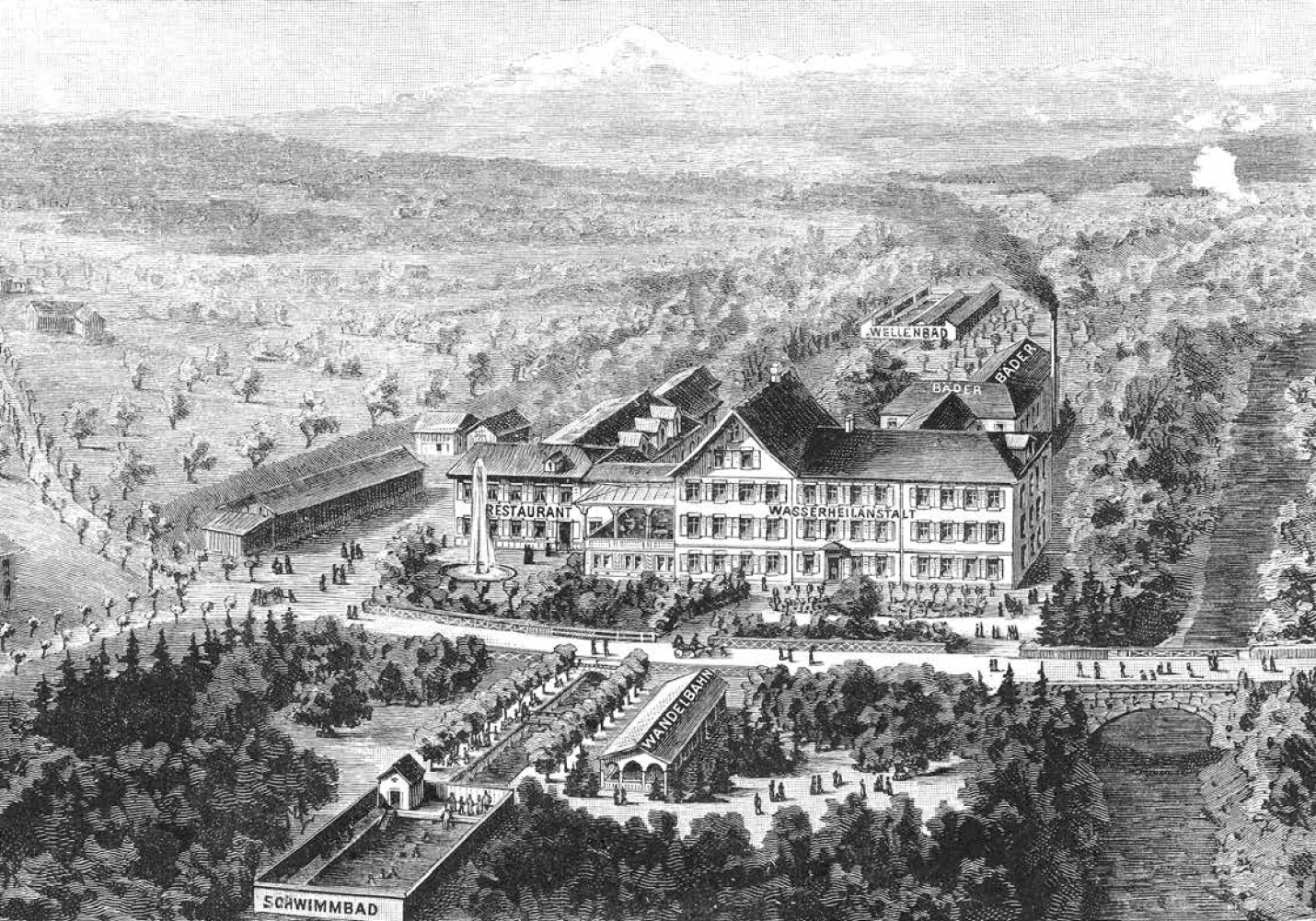
Wasserheilanstalt Bad Buchenthal.

Ab 1843 bestand auf Gemeindegebiet an der Glatt die Kaltwasser-Heilanstalt Bad Buchenthal. Sie stand unter Leitung von Kurärzten und zog Gäste aus weitem Umkreis an. Ein Brand 1907 machte dem Bad ein Ende. Weitere Brände zerstörten 1732 das Schloss Oberbüren, 1849 31 Gebäude im Dorf Oberbüren und 1885 die Thurbrücke. Ab 1870 ersetzte die Stickerei die Heimweberei. Die Industrien in Uzwil wurden wichtige Arbeitgeber.
1904 entstand bei Billwil die von Robert Maillart entworfene Thurbrücke.
1945/46 wurden die Niederwiler Moore entwässert, 1961 bis 1982 die Gesamtmelioration durchgeführt. Die Eröffnung der Autobahn A1 1969 führte zu Siedlungswachstum.
1958/1959 eröffnete August Fust in Oberbüren eine Firma, die mit Haushaltswaren handelte,
aus der 1966 die national tätige Swiss Household Services (ehemals Dipl. Ing. Fust) hervorging. Viele Einwohner Oberbürens arbeiteten 2000 vor allem in St. Gallen, Uzwil oder Gossau.
→ siehe auch Abschnitt Geschichte im Artikel Niederwil SG

## Bevölkerung

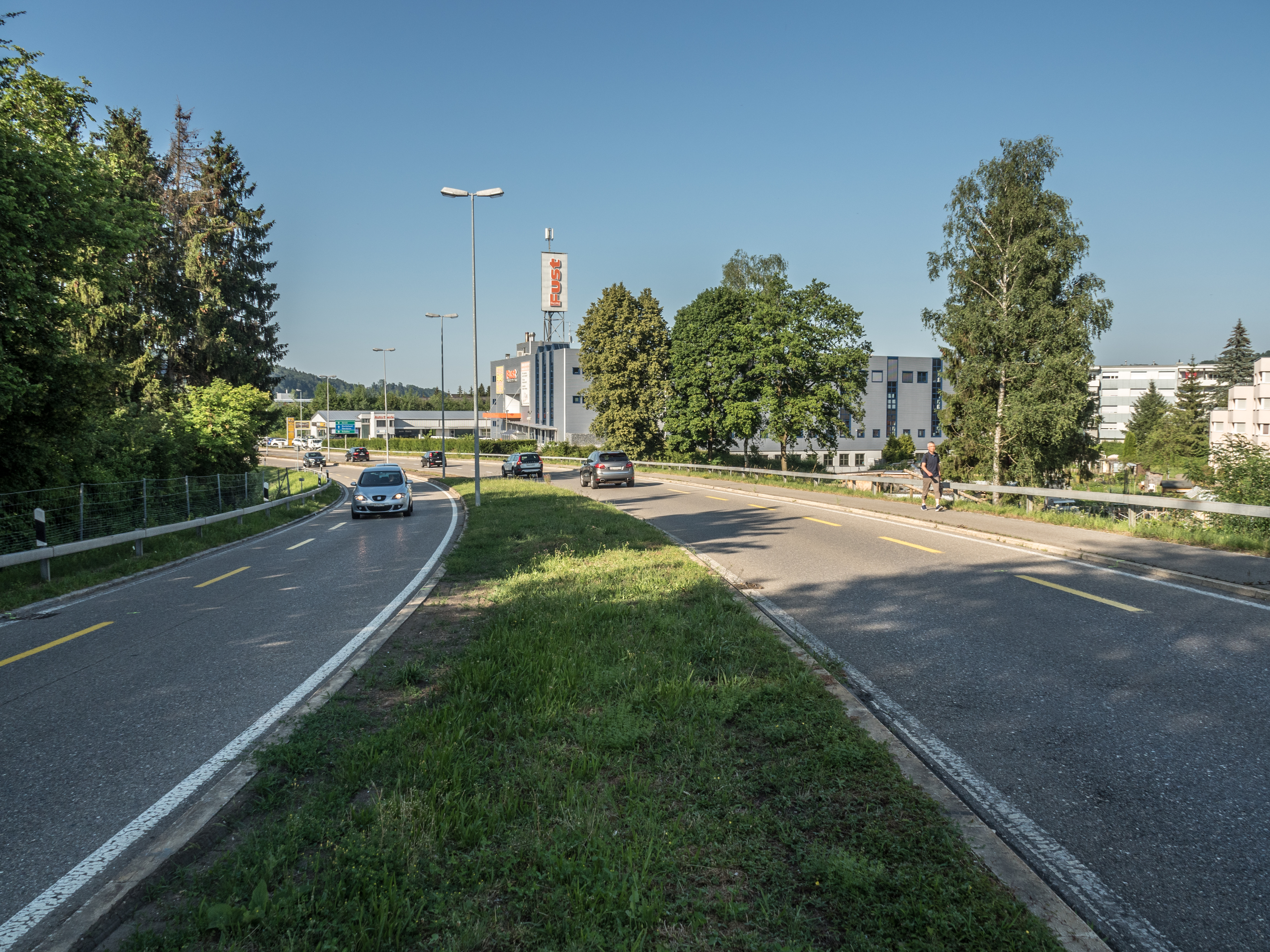
Autobahnzufahrt mit Gebäude des Elektronikhändlers Dipl. Ing. Fust

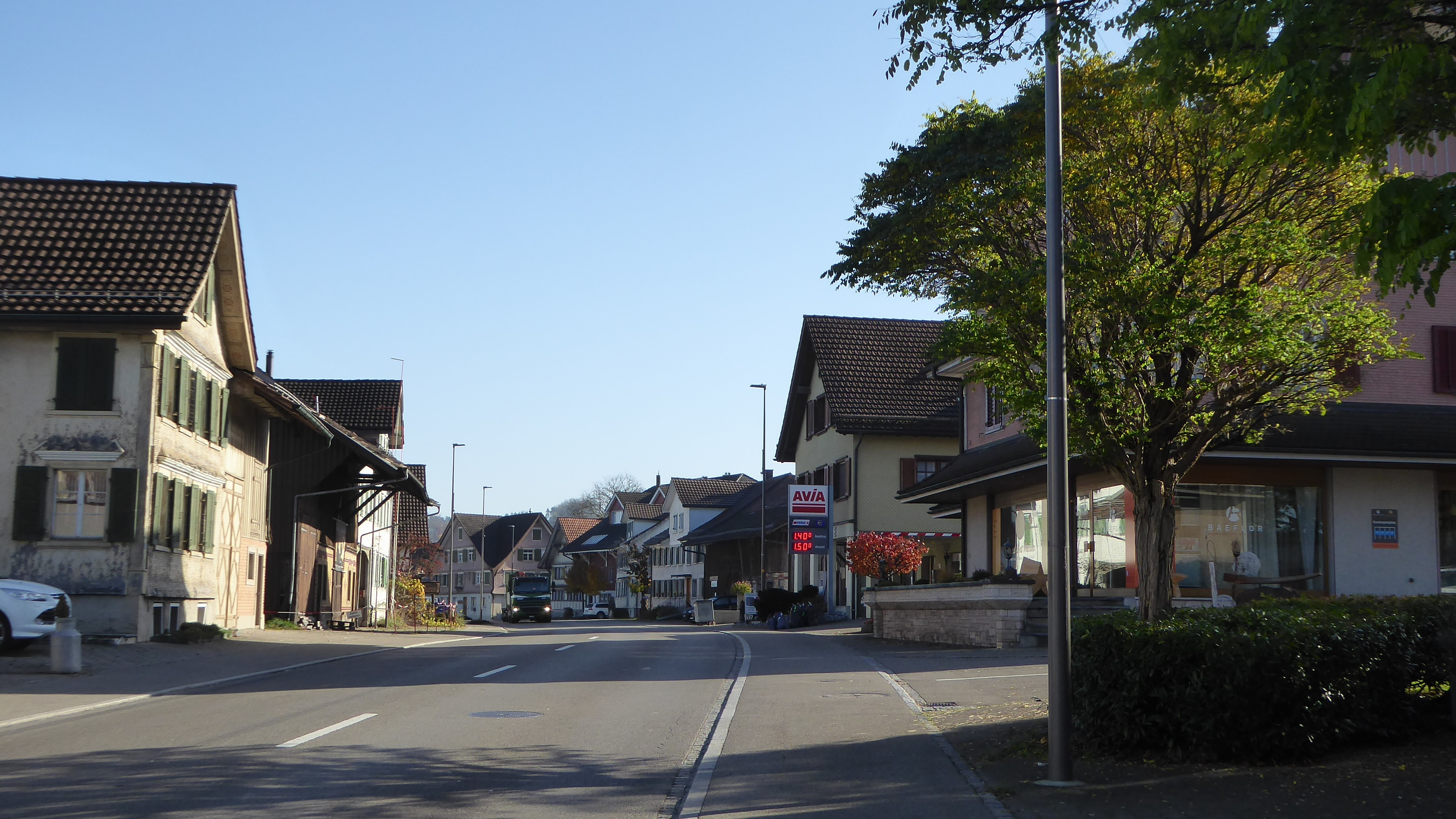
Dorfstrasse in Richtung Bischofszell

| Jahr      | 1850  | 1900  | 1950  | 2000  | 2010   | 2018   |
| Einwohner | 1597  | 1753  | 1977  | 3946  | 4131   | 4448   |
| Quelle    | [ 9 ] | [ 9 ] | [ 9 ] | [ 9 ] | [ 10 ] | [ 10 ] |

## Sehenswürdigkeiten

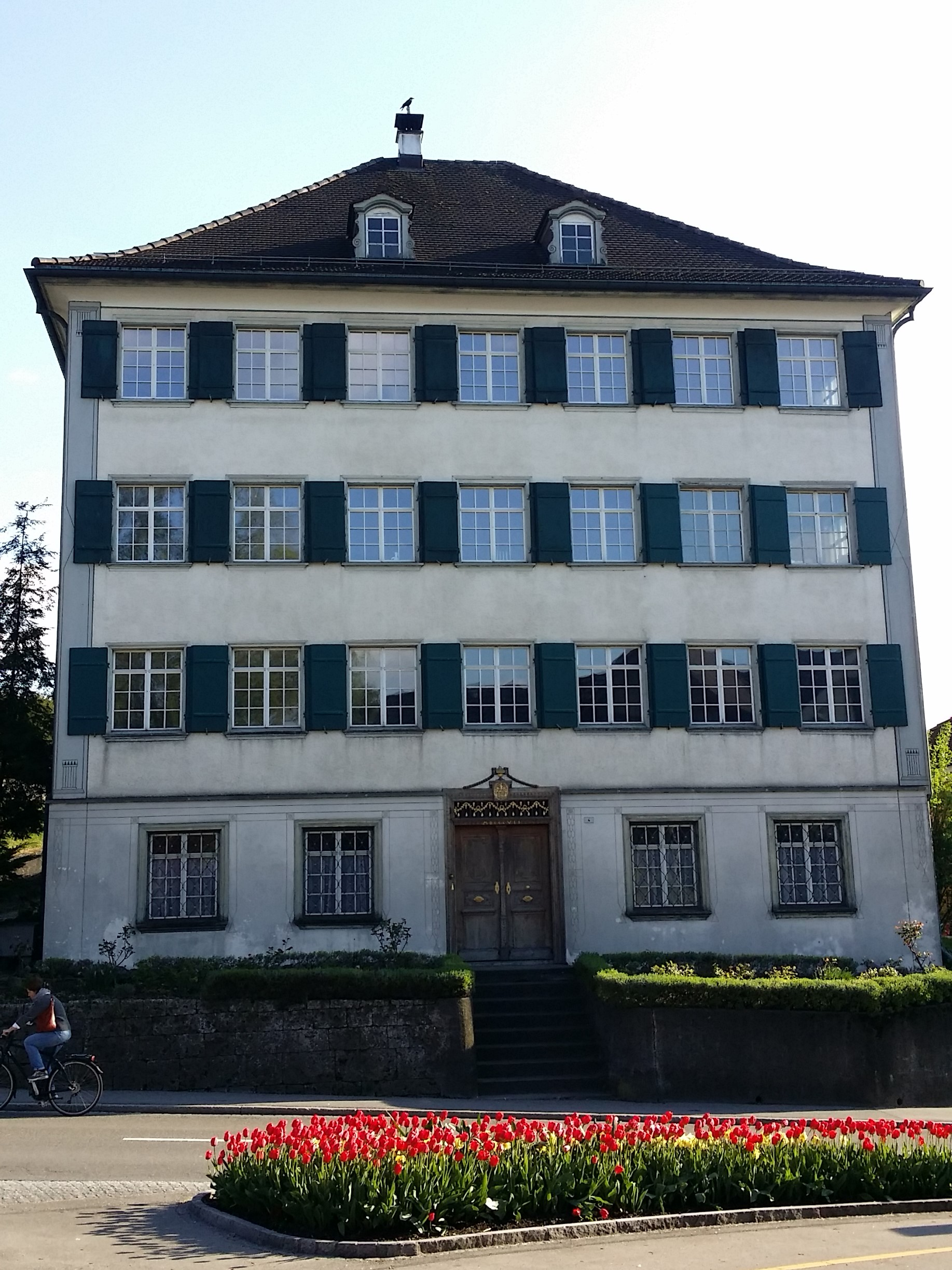
Grosses Haus

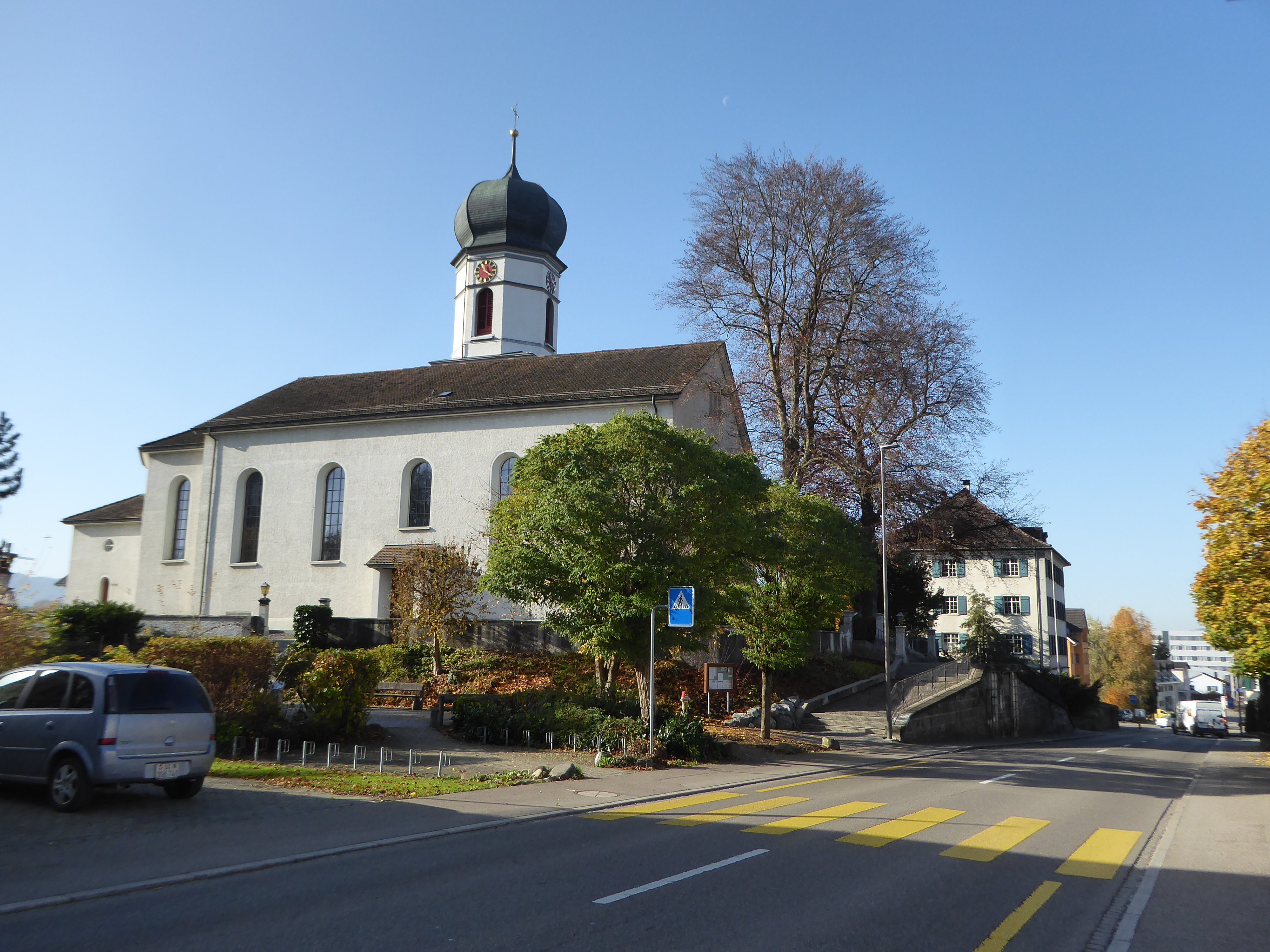
Pfarrkirche St. Ulrich

Die im Jahr 905 erwähnte Kirche steht heute unter dem Patrozinium des heiligen Ulrich. Die achteckige Glockenstube mit der barocken Zwiebelkuppel wurde 1725/26 auf dem mittelalterlichen Turmstock errichtet. Die heutige Kirche wurde 1858/59 im Stil der Neuromanik erbaut. 1925/26 wurde das Innere in neubarockem Stil verändert.
Das "Grosse Haus" wurde 1807 von Karl Häfelin an der Stelle des ehemaligen Schlosses erbaut. Häfelin war Spross einer wohlhabenden einheimischen Familie und machte in Militär und Politik Karriere. Das zweiflügelige Eingangsportal ist mit Empire-Schnitzereien und dem vergoldeten Familienwappen verziert. Die Decke im grossen Saal des dritten Stocks ist mit detailtreuem Stuck versehen. Das Grosse Haus wird als Wohnhaus genutzt und befindet sich in Privatbesitz.